# Первомайский (Горячий Ключ)
Первомайский — посёлок в муниципальном образовании «город Горячий Ключ» Краснодарского края. Входит в состав Черноморского сельского округа.

## География
Посёлок расположен в балке безымянного притока реки Апчас, в 15 км к северо-востоку от города Горячий Ключ.
Ближайшие населённые пункты — Черноморская км на востоке, Кутаисская на юге и Саратовская на западе.
Средние высоты на территории посёлка составляют 122 метра над уровнем моря.

## История
В 1957 году в результате объединения Горячеключевского табачного совхоза № 2 (организован в 1930 году) с колхозами имени Ленина и «Путь к коммунизму» был образован Черноморский табачный совхоз, местом расположения которого стал посёлок Первомайский.

## Население
| 2002 | 2010  |
| ---- | ----- |
| 2464 | ↗2635 |

## Улицы
- Бендуса,
- Гагарина,
- Ленина,
- Октябрьская,
- Северная,
- Советская,
- Терешковой,
- Южная,
- Юбилейная[4].